# Шишей
Шишей — река на полуострове Камчатка. Протекает по территории Усть-Камчатского района Камчатского края России.
Длина — 53 км (с Правым Шишеем — 83 км). Площадь водосборного бассейна 767 км². Берёт начало при слиянии реки Правый Шишей и реки Левый Шишей. Впадает в Еловку справа на расстоянии 138 км от её устья. Ширина реки к югу от горы Шишей — 50 метров, глубина — 1 метр, дно твёрдое. Скорость течения около устья 1,4 м/с.
Гидроним вероятно имеет ительменское происхождение.
По данным государственного водного реестра России относится к Анадыро-Колымскому бассейновому округу.
Код водного объекта — 19070000112120000016391.